# Смоленский Камерный театр
Смоленский Камерный театр — театр в Смоленске. Адрес: г. Смоленск, ул. Николаева, д. 28

## История
Датой основания Камерного театра в Смоленске считается 1 апреля 1989 года. Создатели — Н. П. Парасич, А. Е. Бобров, Т. А. Курилова. Первая постановка — «Мы пришли» по пьесе О.Ернева. В 1991 получил статус государственного. Театр сменил несколько различных площадок, пока осенью 2000 года не переехал в бывшее здание кинотеатра «Юбилейный», где располагается и поныне.
В разные годы в Камерном театре ставили спектакли режиссёры Сильвиу Фусу из Румынии, Эрик ван Гроотель из Нидерландов, Галина Карбовничая из Республики Беларусь, Виктор Мамин из Шахт, Владимир Волкоморов из Кронштадта, Юрий Мельницкий из Ростова-на-Дону, Сергей Тюжин из Москвы.
Смоленский камерный театр не раз был удостоен наград на всероссийских и международных фестивалях.